# 博爾肯 (索洛圖恩州)

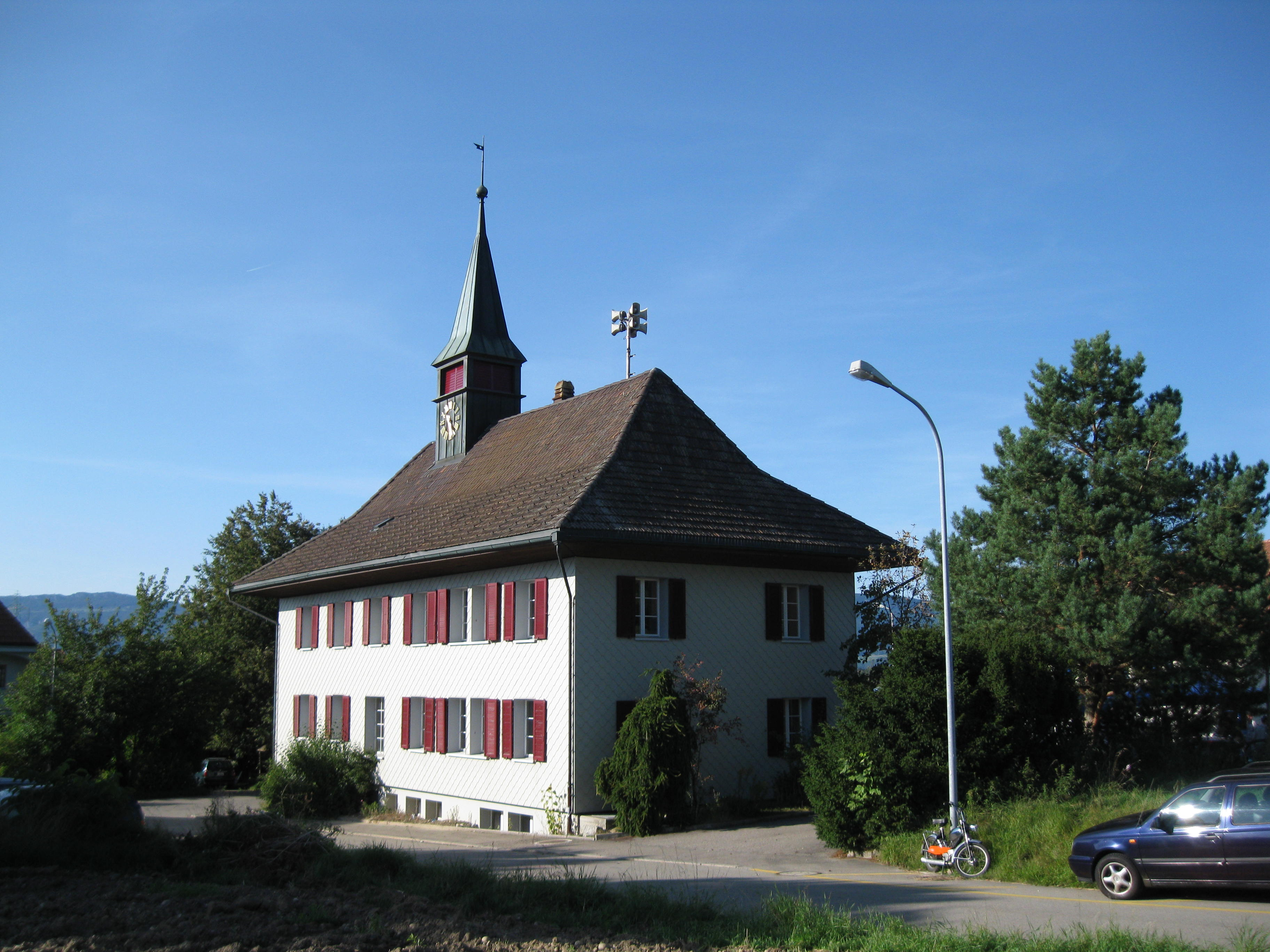

博爾肯是瑞士的城鎮，位於該國北部，由索洛圖恩州負責管轄，面積2.12平方公里，海拔高度496米，2012年人口563，一半人口信奉基督教，人口密度每平方公里266人。